# El Khiam

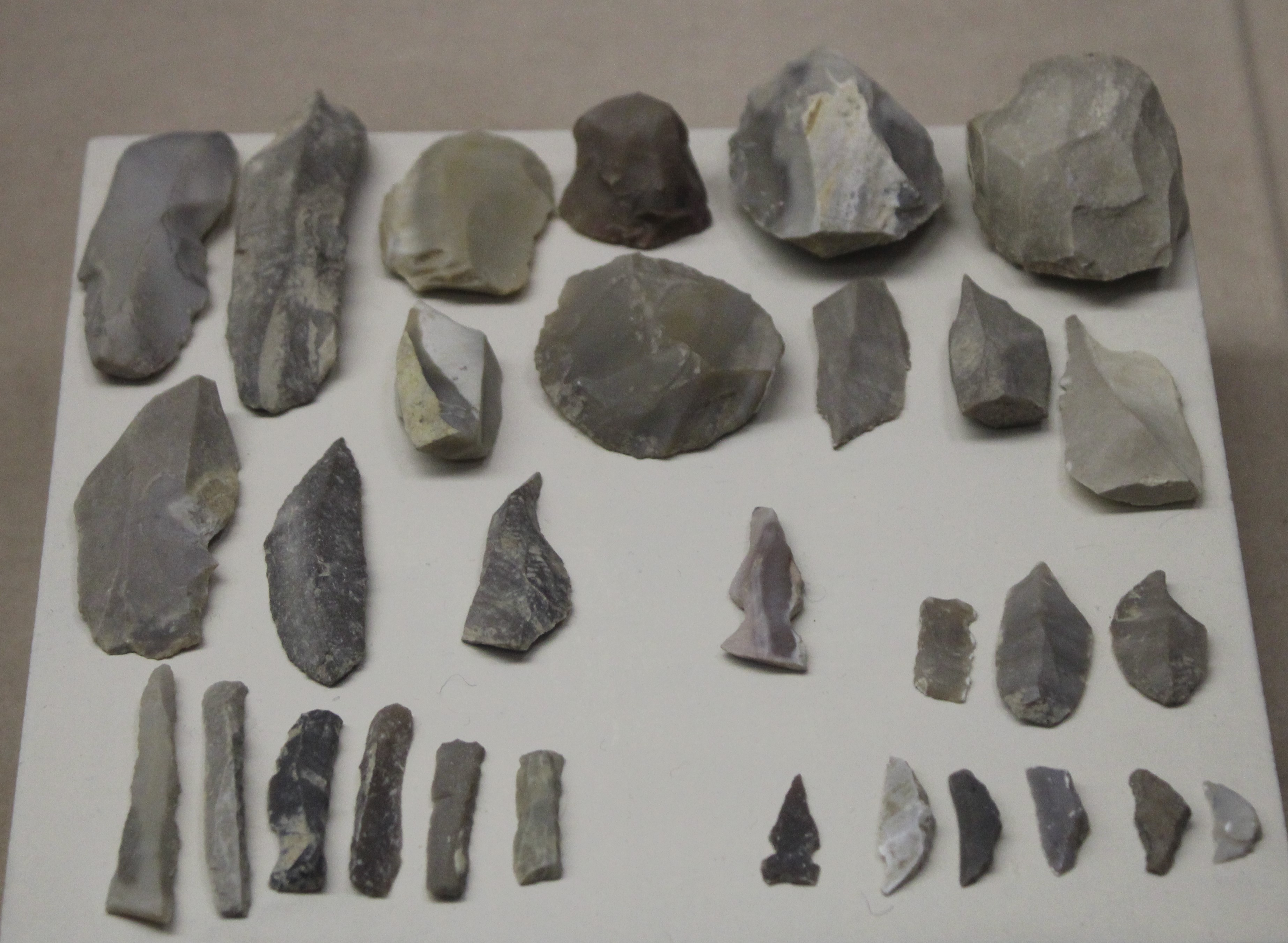
Industria lítica proveniente del yacimiento de El Khiam (Museo de Arqueología Nacional de Francia).

El Khiam ( en árabe: الخیام‎, al-Ḫiyām) es un yacimiento arqueológico situado cerca de Uadi Khureitun, en el desierto de Judea, en Cisjordania, en la orilla oeste del Mar Muerto.
Los hallazgos arqueológicos en El Khiam muestran una ocupación del lugar casi continua de grupos de cazadores desde el mesolítico y primeros períodos del neolítico. La cultura Khiamiana (c. 10000-9500 aC), llamada así por este sitio, se caracteriza por una tipología de puntas de flecha de sílex con dos escotaduras cercanas a la base, hoy conocidas como "puntas de El Khiam".
El Khiam fue excavado por primera vez por el arqueólogo francés René Neuville en 1934. Posteriormente lo excavaron el también arqueólogo francés Jean Perrot en 1951 y el español Joaquín González Echegaray en 1961.
La mayoría de los hallazgos del yacimiento son útiles de sílex. Dentro de este repertorio hay también una hoja de obsidiana de estratigrafía poco clara (Colección/sondeo Perrot, quizás la capa A) está hecha de obsidiana de Anatolia. Las figurillas de piedra caliza son similares a las de Nahal Oren, Netiv Hagdud, Mureibet y Gilgal .
La presencia de huesos de animales en el yacimiento de El Khiam no es muy numerosa. Las cabras salvajes representan a las especies más comunes (90% de los huesos identificables), seguidas de la gacela de arabia (7%); El asno, el jabalí y el ganado salvaje son raros. Debido al pequeño tamaño medio de los cápridos (como las cabras) y el gran número de restos de fetos encontrados, Pierre Ducos supone que son predominantemente animales hembras  que probablemente eran cazados a finales de invierno o principios de primavera. Se encontraron menos fetos en la capa 3, lo que puede indicar un cambio en el tiempo de caza. Por tanto, este asentamiento del período precerámico se trata probablemente de un asentamiento estacional de caza, que sólo se ocupaba a finales des invierno o principios de la primavera.